# Convoy (piosenka)
Convoy – piosenka wykonywana przez C.W. McCalla (postać współtworzoną przez Billa Friesa z Chipem Davisem), wydana w listopadzie 1975. Utwór uzyskał 1. miejsce na amerykańskiej liście przebojów Hot 100 oraz 98. miejsce na liście 100 najlepszych piosenek country wszech czasów magazynu Rolling Stone. Piosenka stała się inspiracją dla reżysera Sama Peckinpaha do nagrania filmu Konwój (1978), dla potrzeb którego McCall ponownie nagrał piosenkę, dostosowując ją do fabuły filmu.
Zwrotki piosenki składają się z dialogów stylizowanych dźwiękowo oraz językowo na porozumiewanie się kierowców poprzez CB-radio, a refren jest śpiewany.